# Äkta insektsätare
Äkta insektsätare (Eulipotyphla eller Lipotyphla) är en ordning inom de högre däggdjuren. Ordningen utgörs av de fyra familjerna igelkottdjur (Erinaceidae), mullvadsdjur (Talpidae), näbbmöss (Soricidae) och snabelslidmöss (Solenodontidae) samt den utdöda familjen Nesophontidae. Dessa familjer utgjorde tidigare en del av ordningen insektsätare (Insectivora), tillsammans med Afrosoricida med flera, men den ordningen är nu föråldrad.
Med en kroppslängd mellan 3 och 45 centimeter (utan svans) samt en vikt mellan 2 gram och 2 kilogram är äkta insektsätare ganska små däggdjur. De lever huvudsakligen på insekter, maskar och leddjur. Angående levnadssättet finns stora variationer inom familjen. Med undantag av några mullvadsdjur anses arterna som nyttiga eller betydelselösa för människor. Själva hotas de i flera fall av habitatförstörelse.

## Utseende och anatomi

### Kroppsbyggnad och extremiteter
Arterna skiljer sig utseendemässigt ganska mycket från varandra. Ingen blir särskilt stor och ett av de minsta nu levande däggdjuren (flimmernäbbmus; huvudets och bålens längd utgör högst 3,5 cm.) hör hit. Kroppslängden ligger mellan 3 och 45 centimeter och vikten varierar mellan 2 gram och 2 kilogram. Större medlemmar i ordningen är månråttan (Echinosorex gymnura) i underfamiljen råttigelkottar och snabelslidmössen.
Pälsen är vanligen kort och mjuk, bara igelkottar i underfamiljen Erinaceinae har taggar för att försvara sig. Pälsen färgsättning är oftast grå- eller brunaktig.
Insektsätarnas extremiteter är korta och bara hos mullvadsdjur specialiserade för att gräva i marken. Främre och bakre extremiteter är nästan lika långa och vid varje fot finns fem tår. Tummen och stortån står inte mittemot de andra tårna.
Nästan alla arter är hälgångare.
Andra gemensamma kännetecken är: trumhålans skelett är ofta, precis som hos pungdjuren ofullständigt utbildat; liksom hos pungdjuren är hårda gommen ofta ofullständigt förbenad; nyckelben saknas enbart hos en art.

### Huvud och tänder
Arternas skalle är långsträckt och avplattad. De har en lång och rörlig nos, ögonen är oftast små och yttre öron är hos de flesta arterna förminskade.
Som anpassning till deras animaliska föda har tänderna spetsiga knölar och skarpa kanter. Tändernas antal är jämförelsevis högt och hos några mullvadar finns 44 tänder som var kännetecknande för ursprungliga medlemmar i underklassen högre däggdjur. Per käkhalva finns en till tre framtänder, en hörntand i övre käken och en eller ingen hörntand i undre käken, två till fyra premolarer samt två molarer. Sammanräknat har insektsätarna alltså 26 till 44 tänder enligt tandformeln som visas i diagrammen. De äkta kindtänderna är flerspetsiga och bildar antingen ett V (hos snabelslidmöss) eller W och dessa är ofta svagare än både de främsta framtänderna och den bakersta oäkta kindtanden. Allmänt finns en tendens till mjölktändernas reduktion. Hos flera arter föds ungarna redan med de blivande tänderna eller utbyten sker kort efter födelsen.
I motsats till andra högre däggdjur innefattar insektsätarna arter som är giftiga. Snabelslidmöss och några näbbmöss, bland annat Blarina brevicauda och vattennäbbmus, producerar i sina salivkörtlar ett nervgift som hjälper dem att fälla större bytesdjur.

### Sinnesförnimmelser
Insektsätarnas viktigaste sinne är luktsinnet som hjälper dem att hitta födan och som vanligen är utmärkt utbildat. De har även bra hörsel och flera näbbmöss (möjligtvis även snabelslidmöss) har förmåga till ekolokalisering. Med hjälp av höga läten får de information om områdets utformning. Det är inte än klarlagt om de hittar sin föda genom ekolokalisering. För ett bättre känselsinne har de morrhår i ansiktet och mullvadar har motsvarande hår även vid svansen. Mullvadsdjur kan även känna av svaga elektriska fält som uppstår vid bytesdjurens rörelse. Särskilt välutvecklat är detta sinne hos stjärnmullvaden. Synen spelar hos insektsätare en mindre betydande roll.

### Inre organ
Hjärnan hos flera arter är enkelt uppbyggd och i jämförelse till övriga kroppen liten, deras luktknöl (Bulbus olfactorius) är däremot väl utvecklad. Arternas mindre hjärna betraktades tidigare som ett tecken för insektsätarnas släktskap med urtida däggdjur men idag antas att särdraget beror på levnadssättet. Även andra däggdjur som lever tätt vid marken och som orienterar sig med luktsinnet har en liten hjärna. Därför är hjärnan hos arter som lever under jorden eller som lever i vattnet större och mer differentierad.
Även mag-tarmkanalen är enkelt konstruerad. Blindtarmen saknas alltid. Detta kännetecken var under vissa tider avgörande för systematiken som i historien gick efter morfologiska särdrag. Tarmen är ett enkelt rör som i jämförelse med kroppslängden är kort.
Honorna i ordningen har en skivformig moderkaka. Hannarnas testiklar ligger alltid utanför bukhålan i hudveck som påminner om scrotum. Ett penisben finns bara hos några mullvadsdjur.

## Utbredning och habitat

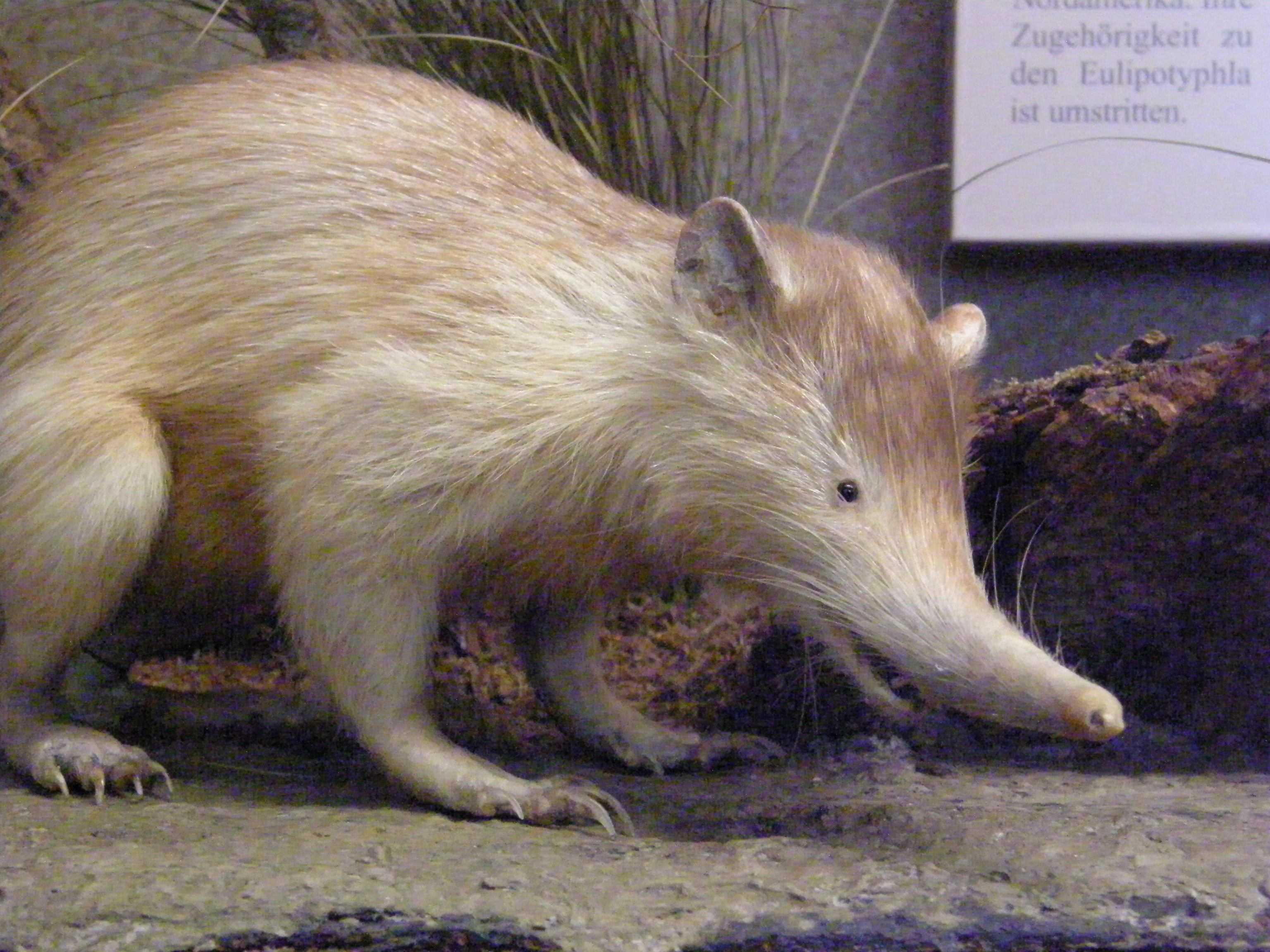
Snabelslidmöss har det minsta utbredningsområdet i ordningen, de förekommer bara på Kuba och Hispaniola.

Insektsätarna förekommer i alla världsdelar med undantag av Australien, Antarktis och södra Sydamerika. I nordvästra Sydamerika finns bara släktet pygménäbbmöss (Cryptotis). Igelkottar är begränsade till gamla världen, alltså Eurasien och Afrika. Mullvadsdjur lever i Eurasien och Nordamerika. Snabelslidmöss är endemiska på Stora Antillerna och även den utdöda familjen Nesophontidae fanns bara i Västindien.
Angående habitatet är arterna i ordningen mycket variabla. De lever bland annat i skogar, på gräsmark och i torra regioner. De undviker däremot alltför kalla områden.

## Ekologi
Insektsätarna omfattar ett antal sinsemellan rätt olikartade djur, som anpassat sig till mycket olika levnadssätt; det finns bland dem träddjur, grävare av olika slag, vattendjur, andra lever som råttor och så vidare. Till dem som har anpassat sig till livet i vatten räknas vattennäbbmöss (Neomys) och myskmöss. De har delvis simhud mellan tårna, en avplattad svans, en kam av hår vid tårnas kanter och pälsen är så uppbyggd att vattnet pärlar av.

### Socialt beteende och aktivitet
Insektsätarnas sociala beteende är mindre utvecklat. Ofta lever varje individ ensam utanför parningstiden. Vanligen finns avgränsade territorier och artfränder reagerar aggressiv mot varandra. I vissa fall uppstår strider.
Det övervägande flertalet är nattaktiva men det finns även arter som är aktiva på dagen. Som viloplatser gräver de egna bon eller använder andra skyddade platser som bergssprickor eller jordhålor. Ofta polstrar de sina bon med gräs eller löv. Några kulturföljare vistas även i människans byggnader. En del arter faller ibland i ett stelt tillstånd (torpor) som kan jämföras med letargi. Igelkottar i tempererade regioner håller en lång vinterdvala.

### Föda
Som namnet antyder livnär sig insektsätare huvudsakligen av insekter och deras larver samt av andra leddjur och olika maskar. Ibland äter de mindre ryggradsdjur som ormar, ödlor, groddjur och fiskar samt as. I mindre mått ingår vegetabiliska ämnen som frukter, nötter och frön i födan.

### Fortplantning
Ungdjur av insektsätare är bostannare som föds nakna och blinda men de utvecklar sig fort. Dräktigheten varar mellan 20 och 50 dagar. Hur många ungar honan föder åt gången är beroende på arten, årstiden (hos arter som parar sig flera gånger per år) och utbredningsområdet. Hos snabelslidmöss föds vanligen bara ett eller två ungdjur åt gången, hos igelkottar och näbbmöss kan antalet vara tio eller i undantagsfall ännu fler ungar.
Efter en till tre veckor öppnar ungarna ögonen för första gången och efter tre till åtta veckor sluter honan att ge di. Näbbmöss kan vara könsmogna efter två till tre månader och de andra medlemmarna i ordningen blir könsmogna under det andra levnadsåret.

## Äkta insektsätare och människor

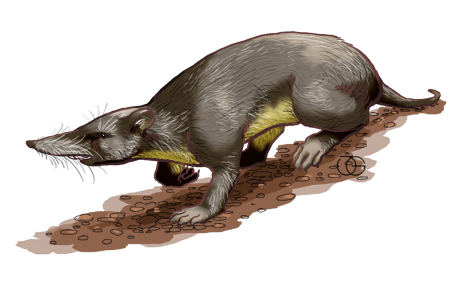
Arterna i familjen Nesophontidae dog ut för 2000 år sedan, eller kanske först under 1900-talet

De flesta människor nyttjar inga insektsätare som matkälla och med undantag av mullvaden anses de inte heller som skadedjur. Det är orsaken till att jakten på insektsätare är nästan obefintlig. Med undantag av den afrikanska pygméigelkotten finns inga sällskapsdjur i ordningen. Arterna hotas idag huvudsakligen genom att levnadsområdet förstörs samt av införda fiender. Liksom hos andra däggdjur är de arter som lever på mindre öar särskilt hotade.
Bland de insektsätare som dog ut under de senaste årtusendena finns familjen Nesophontidae, två arter av snabelslidmöss samt medlemmarna i näbbmössläktet Nesiotites som levde på öar i Medelhavet. IUCN listar 17 arter som akut hotade (critically endangered) och ytterligare 86 arter som starkt hotade (endangered) eller sårbara (vulnerable). För flera arter saknas tillfredsställande information.

## Systematik och evolution
Ordningen ingår i överordningen Laurasiatheria inom infraklassen högre däggdjur.  I Laurasiatheria har sannolikt de äkta insektsätarna en basal position, nära roten av stamträdet. Släkten av ordningen finns belagda i fossil redan från eocen.
De äkta insektsätarna är med omkring 450 arter den tredje största däggdjursgruppen vad beträffar artrikedom, efter gnagare och fladdermöss. Vanligen räknas fem familjer till ordningen: igelkottdjur (Erinaceidae), snabelslidmöss (Solenodontidae), näbbmöss (Soricidae), mullvadsdjur (Soricidae) och den utdöda familjen Nesophontidae (som levde på öar i Västindien).
Hur dessa familjer är släkt med varandra är fortfarande omdiskuterat. En del auktoriteter för igelkottarna till den egna underordningen Erinaceomorpha, och de andra familjerna till en gemensam underordning men namnet Soricomorpha, och vissa upphöjer dessa båda taxon till egna ordningar. Andra beskriver snabelslidmössen, tillsammans med Nesophontidae, som systertaxon till de andra familjerna av biogeografiska skäl. De antar att uppdelningen i dessa två taxa skedde under kritaperioden. Nyare molekylärgenetiska undersökningar visade det överraskande resultatet att mullvadsdjuren är systergrupp till ett gemensamt taxon, bestående av näbbmöss och igelkottar, trots att de senare har ganska olika egenskaper.
Följande kladogram över insektsätarnas släktskap följer Beck et al., 2006:
```
 Eulipotyphla (Äkta insektsätare)
  ├─── N.N.
  │     ├─── Solenodontidae (Snabelslidmöss)
  │     └─── Nesophontidae †
  └─── N.N.
        ├─── Talpidae (Mullvadsdjur)
        └─── N.N.
              ├─── Erinaceidae (Igelkottdjur)
              └─── Soricidae (Näbbmöss)
```